# Katarina Barley

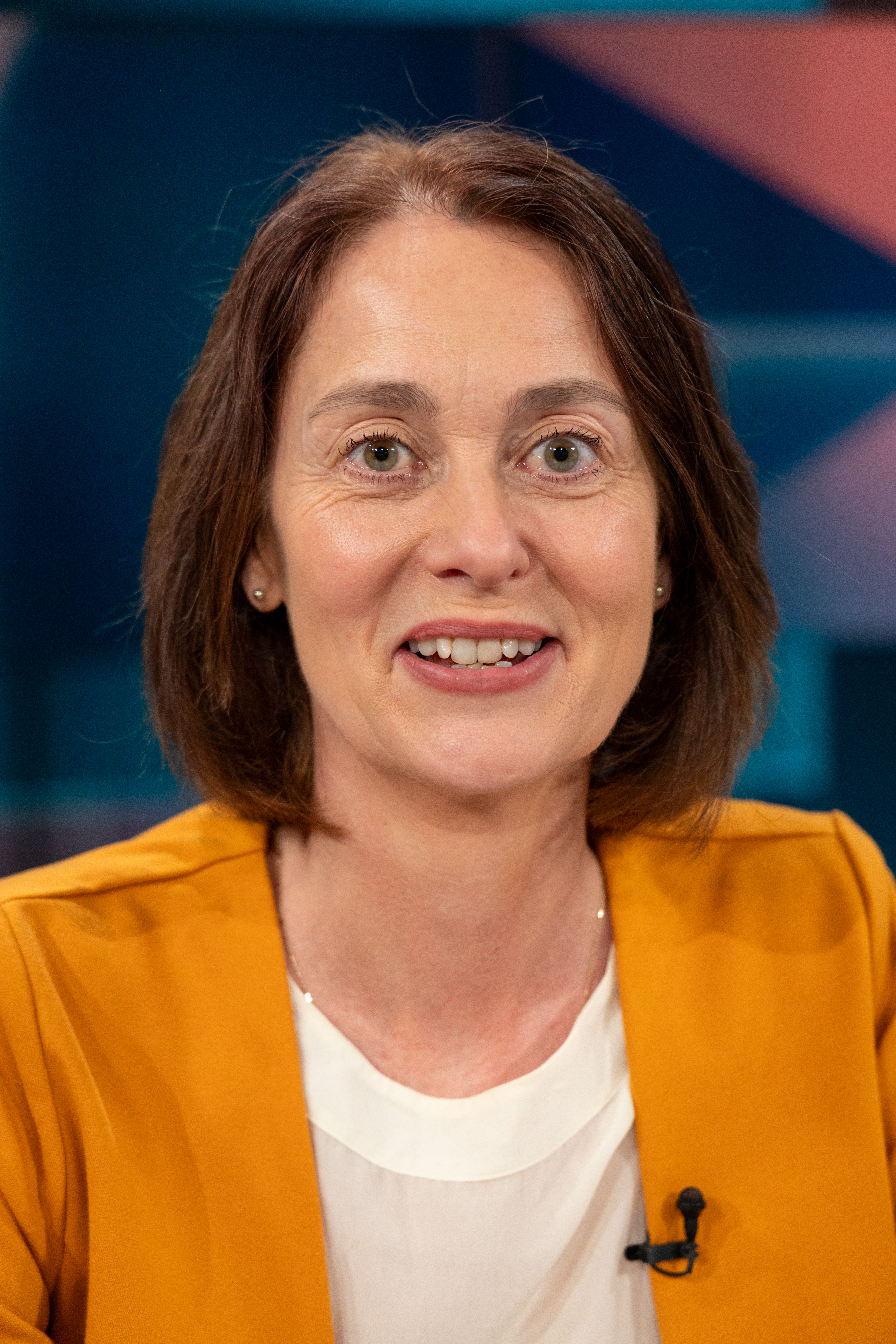
Katarina Barley (2024)

Katarina Barley [ˈbɑːli] (* 19. November 1968 in Köln) ist eine deutsch-britische Politikerin (SPD) und Juristin. Seit Juli 2019 ist sie Abgeordnete des neunten Europäischen Parlaments und eine von dessen vierzehn Vizepräsidenten. Sie war Spitzenkandidatin ihrer Partei für die Europawahlen 2019 und 2024 und gehört seit dem 11. Dezember 2021 dem SPD-Parteivorstand an.
Zuvor war sie von 2013 bis 2019 Mitglied des Deutschen Bundestages.
Von Dezember 2015 bis Juni 2017 war sie Generalsekretärin der SPD, von Juni 2017 bis März 2018 Bundesministerin für Familie, Senioren, Frauen und Jugend, von September 2017 bis März 2018 zusätzlich nach dem Rücktritt von Andrea Nahles geschäftsführende Bundesministerin für Arbeit und Soziales sowie von März 2018 bis Juni 2019 Bundesministerin der Justiz und für Verbraucherschutz.

## Herkunft, Studium und Beruf
Barley ist die Tochter eines britischen Redakteurs der Deutschen Welle und einer deutschen Ärztin. Sie machte 1987 ihr Abitur am Gymnasium Rodenkirchen in Köln. Anschließend studierte sie Rechtswissenschaften an der Philipps-Universität Marburg. Ein Austauschstudium an der Universität Paris-Süd schloss sie 1990 mit dem Diplôme de droit français (Diplom des französischen Rechts) ab. Nach dem ersten Staatsexamen 1993 begann Barley bei Bodo Pieroth an der Universität Münster mit ihrer Promotion, die sie 1998 abschloss.
Nach dem zweiten Staatsexamen 1998 war sie zunächst als Rechtsanwältin einer Hamburger Großkanzlei im Medizinrecht tätig, bevor sie in den Wissenschaftlichen Dienst des Landtags Rheinland-Pfalz wechselte.
Danach war sie wissenschaftliche Mitarbeiterin am Bundesverfassungsgericht bei Renate Jaeger, später Richterin am Landgericht Trier sowie am Amtsgericht Wittlich. Seit 2008 bis zu ihrer Wahl in den Bundestag war sie Referentin im Ministerium der Justiz und für Verbraucherschutz in Mainz unter den Ministern Heinz Georg Bamberger und Jochen Hartloff. Seit 2010 ist Barley Mitglied im Landesbeamtenbeirat von ver.di. Im September 2022 wurde sie zur Präsidentin des Arbeiter-Samariter-Bundes Deutschland gewählt.

## Politischer Werdegang
Barley wurde im Jahr 1994 im Alter von 26 Jahren Mitglied der SPD. Von 1994 bis 1998 war sie Mitglied des Ortsbeirats Trier-Nord. Sie gehörte von 2005 bis 2016 dem Kreisvorstand der SPD Trier-Saarburg an, ab 2010 als Kreisvorsitzende, und war von 2017 bis 2019 Mitglied des SPD-Parteivorstands. Von 2009 bis 2015 war sie Mitglied des Verbandsgemeinderats Schweich an der Römischen Weinstraße. Seit Dezember 2021 ist sie als Europabeauftragte wieder Teil des SPD-Parteivorstands.
Anfang November 2015 schlug der damalige SPD-Vorsitzende Sigmar Gabriel Barley als Nachfolgerin von Yasmin Fahimi für das Amt der Generalsekretärin der SPD vor. Barley erhielt am 11. Dezember 2015 auf dem SPD-Bundesparteitag 93 % der Delegiertenstimmen. Im April 2016 schlug sie Juliane Seifert aus der Staatskanzlei Rheinland-Pfalz als Bundesgeschäftsführerin der Partei vor, womit der Posten nach 2012 wieder besetzt wurde. Von 2016 bis 2019 war Barley als Vertreterin des Bundes Mitglied im ZDF-Fernsehrat.

### Mitglied des Deutschen Bundestages (2013–2019)
Bei der Bundestagswahl 2013 war sie Direktkandidatin im Bundestagswahlkreis Trier und kam auf 31,1 Prozent der Erststimmen. Über Platz 7 der Landesliste zog sie in den Bundestag ein.
In der SPD-Bundestagsfraktion gehörte sie der Parlamentarischen Linken an.
Im Bundestag gehörte Katarina Barley als ordentliches Mitglied dem Bundesrichterwahlausschuss und Bundesverfassungsrichterwahlausschuss an. Zudem war sie stellvertretendes Mitglied im Rechtsausschuss und Mitglied der deutsch-britischen Parlamentariergruppe im Deutschen Bundestag.
Bei der Bundestagswahl 2017 erreichte sie in ihrem Wahlkreis 33,7 Prozent der gültigen Erststimmen und unterlag damit dem CDU-Kandidaten Andreas Steier. Über Platz 3 der Landesliste zog sie erneut in den Bundestag ein.
Nach ihrer Wahl in das Europäische Parlament im Jahr 2019 erklärte sie gegenüber dem Bundestagspräsidenten, mit Ablauf des 1. Juli auf ihre Mitgliedschaft im Deutschen Bundestag zu verzichten. Nachrückerin war Isabel Mackensen.

### Bundesfamilienministerin (2017–2018)
Am 2. Juni 2017 wurde Barley zur neuen Bundesfamilienministerin berufen und gab ihren Posten als SPD-Generalsekretärin auf. Sie trat damit die Nachfolge von Manuela Schwesig an, die nach dem Rücktritt Erwin Sellerings Ministerpräsidentin von Mecklenburg-Vorpommern wurde.
Am 28. September 2017 übernahm Barley zusätzlich kommissarisch die Leitung des Bundesministeriums für Arbeit und Soziales von ihrer Parteikollegin Andrea Nahles, die zuvor zur Fraktionsvorsitzenden der SPD-Bundestagsfraktion gewählt wurde.
Barley führte die Amtsgeschäfte bis zur Vereidigung des neuen Bundeskabinettes am 14. März 2018.

### Bundesjustizministerin (2018–2019)

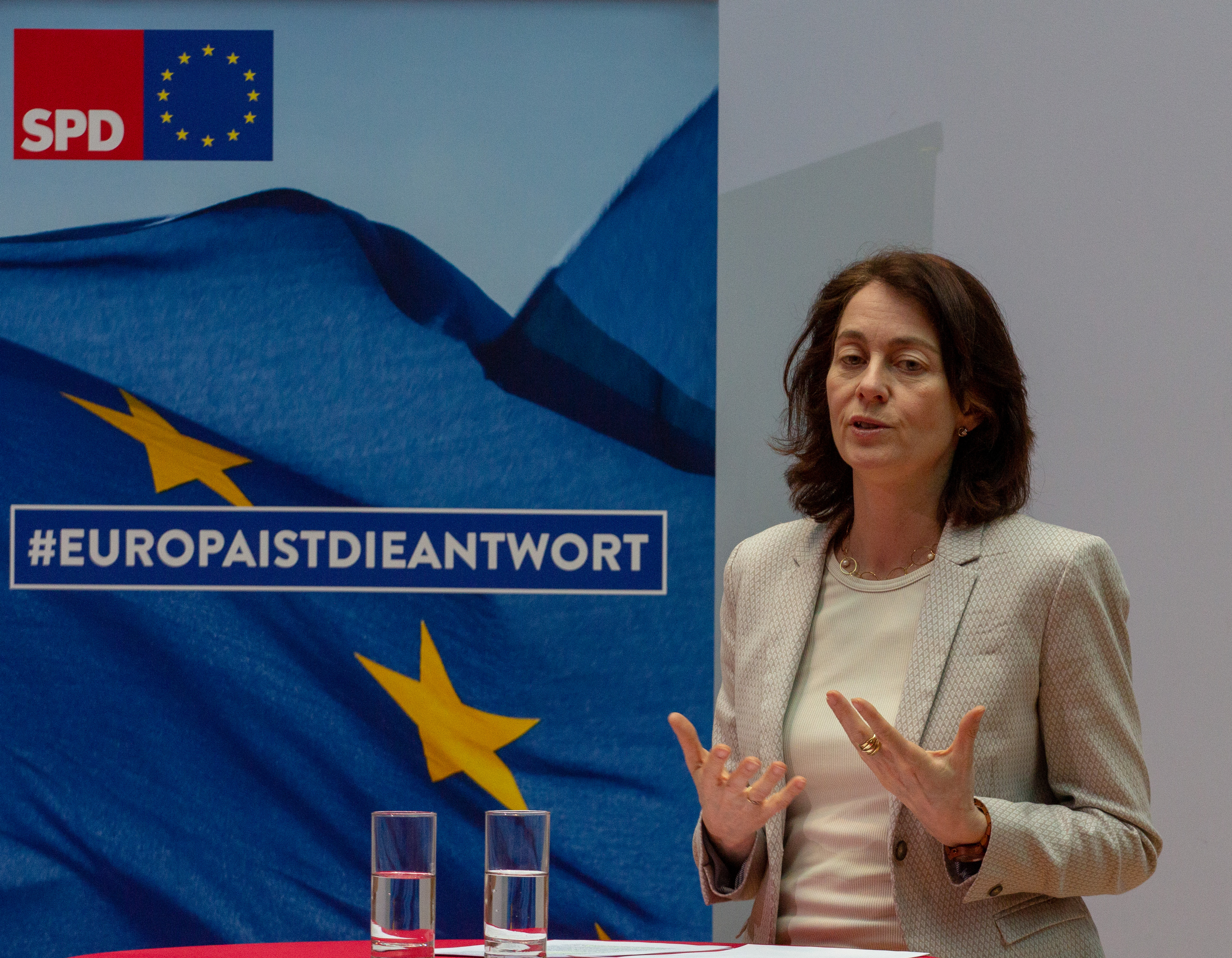
Katarina Barley, 2019

Am 14. März 2018 wurde Katarina Barley von Bundespräsident Frank-Walter Steinmeier zur Bundesministerin der Justiz und für Verbraucherschutz im Kabinett Merkel IV ernannt.
Am 17. Oktober 2018 nominierte das SPD-Parteipräsidium Barley gemeinsam mit Udo Bullmann einstimmig zur Spitzenkandidatin für die bevorstehende Europawahl 2019. 2019 wurde sie ins Europaparlament gewählt. Sie kündigte an, ihr Ministeramt unabhängig vom Ausgang der Wahl niederzulegen.
Am 27. Juni 2019 wurde sie aus dem Amt der Bundesjustizministerin entlassen. Ihr folgte Christine Lambrecht nach.

### Mitglied des Europäischen Parlaments (seit 2019)

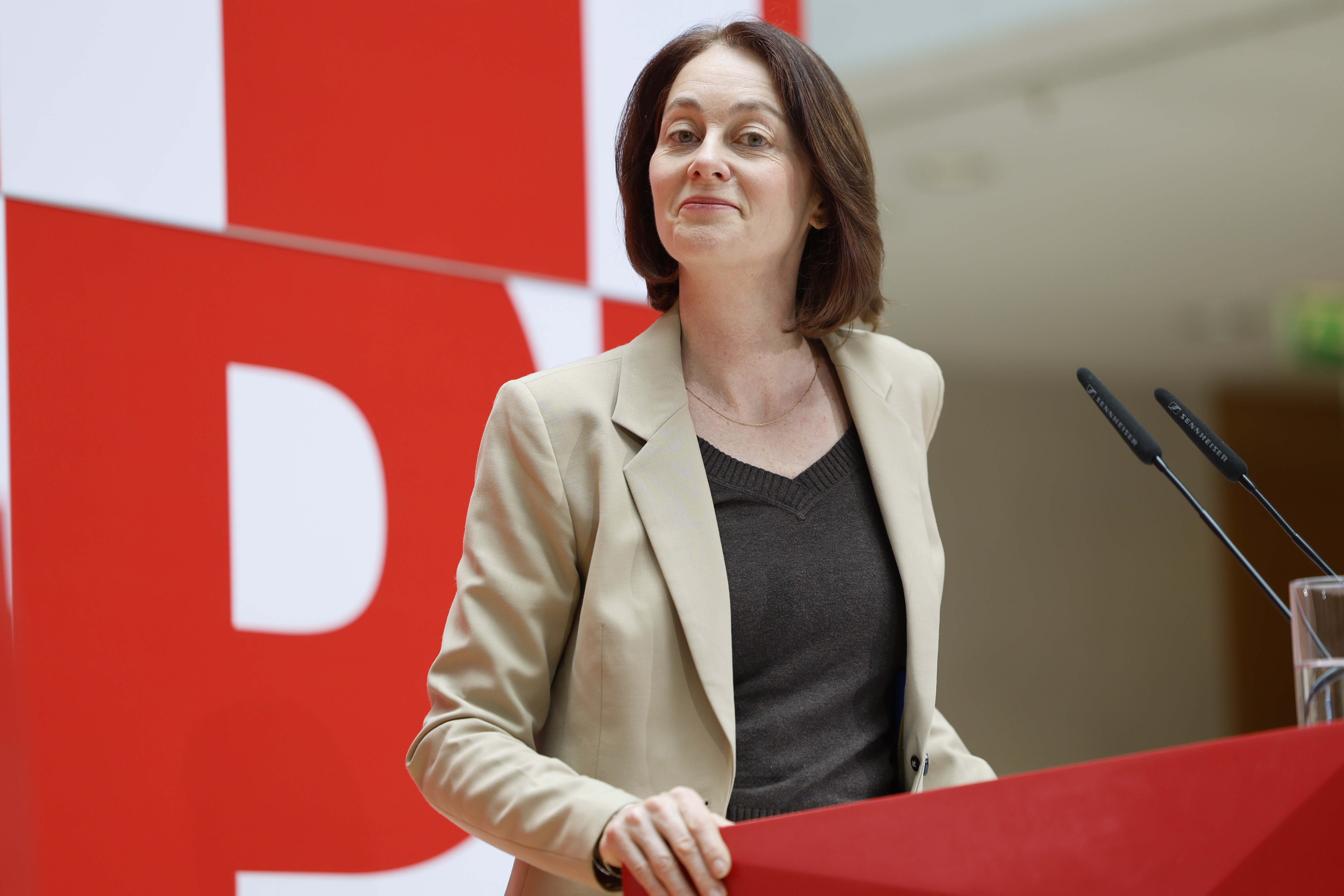
Katarina Barley im Europawahlkampf 2024

Das Mandat als Mitglied des Europäischen Parlaments trat Barley mit der Konstituierung am 2. Juli 2019 an. Sie wurde tags darauf vom Parlament zu seiner Vizepräsidentin gewählt. Sie gehörte dem Ausschuss für bürgerliche Freiheiten, Justiz und Inneres als ordentliches Mitglied und dem Ausschuss für auswärtige Angelegenheiten als stellvertretendes Mitglied an. Für die Europawahl 2024 wurde sie erneut als Spitzenkandidatin nominiert und wiedergewählt. Zu Beginn der Legislaturperiode wurde sie erneut zur Vizepräsidentin des Parlaments gewählt. Sie ist zudem Mitglied im Ausschuss für Binnenmarkt und Verbraucherschutz sowie stellvertretendes Mitglied im Ausschuss für bürgerliche Freiheiten, Justiz und Inneres.

## Politische Positionen
Barley befürwortet die umstrittene EU-Urheberrechtsreform 2018/2019, die Upload-Filter (Artikel 13) und ein Leistungsschutzrecht (Artikel 11) enthält.
Barley stimmte im Februar 2019 im EU-Ministerrat als verantwortliche deutsche Justizministerin für die Reform. Hätte Barley der Reform im Kabinett der Bundesregierung nicht zugestimmt, hätte sich Deutschland im Kreis der EU-Staaten enthalten müssen. In dem Fall wäre die nötige Mehrheit nicht zustande gekommen.
Sie stimmte damit entgegen dem vereinbarten Koalitionsvertrag.
Nachdem das EU-Parlament der Urheberrechtsreform im März 2019 zugestimmt hatte, empfahl Barley den anderen Mitgliedern des Bundeskabinetts, dass Deutschland der neuen EU-Richtlinie bei der abschließenden Abstimmung im Rat der Europäischen Union am 15. April 2019 zustimmen solle. Der Justizministerin wurde inkonsequentes Handeln vorgeworfen, weil sie sich zunächst gegen Upload-Filter positioniert hatte und sich dann dennoch für eine Richtlinie, deren Artikel 17 aus der Sicht vieler Experten ohne Upload-Filter nicht umsetzbar ist, einsetzte.
Als der ehemalige US-Präsident Donald Trump vor der Präsidentschaftswahl in den Vereinigten Staaten 2024 andeutete, solche NATO-Mitgliedsstaaten im Ernstfall nicht vor Russland schützen zu wollen, die nicht genug in Verteidigung investierten, brachte Barley eigene Atombomben der Europäischen Union ins Gespräch. Damit stieß sie in Deutschland auf Widerspruch, auch in ihrer eigenen Partei. Entgegen der Auffassung des Bundeskanzlers und des SPD-Fraktionsvorsitzenden im Bundestag stimmte Barley mit weiteren SPD-Abgeordneten Ende Februar 2024 im Europäischen Parlament dem Antrag, „dass die Ukraine (...) Marschflugkörper mit großer Reichweite wie die Systeme Taurus, Storm Shadow bzw. Scalp (...) benötigt.“ zu.

## Kritik

### Kritik an einem Interview im Europawahlkampf 2019
Barley geriet in die Kritik, weil sie als Spitzenkandidatin für die Europawahl in Deutschland 2019 ein Interview für den TV-Sender RT Deutsch gab. Der Sender gilt als „Propagandaorgan Putins“, Kritiker sind der Ansicht, dass Barley diesem Sender kein Interview geben sollte.

### Antrag zur Abberufung Barleys als Vize-Präsidentin des Europaparlaments durch Ungarn
In einem Interview im Oktober 2020 stellte Katarina Barley in Bezug auf den ungarischen Ministerpräsidenten Viktor Orbán fest: „Wir müssen ihn finanziell aushungern. Er braucht auch das Geld“. Das Wort „aushungern“ löste Kritik in Ungarn und in Polen aus und führte zu einem Antrag zur Abberufung Barleys als Vize-Präsidentin des Europaparlaments. Der Antrag kam allerdings nicht zur Abstimmung im Parlament.

## Privates
Barley hat zwei Söhne. Seit Juni 2020 ist sie in zweiter Ehe mit dem niederländischen Basketball-Trainer Marco van den Berg verheiratet.

## Kabinette
- Kabinett Merkel III, Bundesministerin für Familie, Senioren, Frauen und Jugend, 2017–2018
- Kabinett Merkel IV, Bundesministerin der Justiz und für Verbraucherschutz, 2018–2019

## Mitgliedschaften (Auswahl)
- Europa-Union Deutschland[47]
- Kuratorium Carlo-Schmid-Stiftung (seit 2018)[48]
- Kuratorium des Europäischen Jugendparlamentes in Deutschland e. V.[49]
- Arbeiterwohlfahrt
- Deutsches Rotes Kreuz
- Förderverein der Gedenkstätte KZ Hinzert
- Freundeskreis Herbert-Wehner-Bildungswerk
- Kuratorium und Förderverein Hochschule Trier
- Kuratorium und Förderverein Institut für Europäische Politik
- Beirat Jacques Delors Institut
- Fördermitglied SCHMIT-Z schwul-lesbisches Zentrum Trier e. V.[50]
- Zonta International[51]

## Schriften (Auswahl)
- Das Kommunalwahlrecht für Ausländer nach der Neuordnung des Art. 28 Abs. 1 S. 3 GG. (Schriften zum europäischen Recht. Band 55). Duncker & Humblot, Berlin 1999, ISBN 3-428-09410-7 (= Dissertation, Universität Münster 1997).